# Playboy (Trey Songz)
Playboy è un brano del cantante statunitense Trey Songz pubblicato il 24 febbraio del 2017 come secondo singolo ufficiale estratto dall'album Tremaine.

## Il brano
Il brano è una slowjam R&B con una produzione lenta e dolce. Il singolo è stato scritto interamente da Trey Songz, e nel testo il cantante racconta di come sia stufo e stia ripudiando il suo stile di vita da "playboy", fatta di un piacere sessuale istantaneo, che non può permettergli di avere sensazioni che tocchino la sua profondità sentimentale.

## Tracce
- Download digitale

1. Playboy – 4:12

## Video musicale
Il videoclip del brano è stato pubblicato il giorno stesso del rilascio del brano. Il video mostra vari scenari in cui il cantante è contornato da molteplici donne che lo toccano e lo baciano, mentre Songz rimane visibilmente apatico alla situazione e pensieroso, mostrando i suoi pensieri in altre scene in cui è felice ed in intimità con un'unica donna, rimanendo però a fine video, in un letto circondato da numerose donne addormentate, con un'espressione di riflessione e vuotezza.

## Classifiche
| Classifica (2017) | Posizione massima |
| ----------------- | ----------------- |
| Stati Uniti       | 92                |
| Stati Uniti (R&B) | 25                |